# Giovanni Battista Meneghini

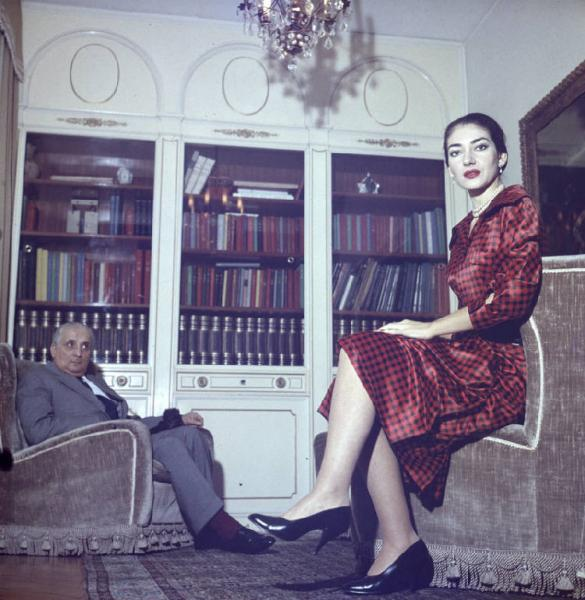
Maria Callas a Meneghini v roce 1957

Giovanni Battista Meneghini (11. ledna 1896, Verona – 21. ledna 1981, Desenzano del Garda) byl italský podnikatel a průmyslník, milovník hudby. Je známý hlavně jako manžel a manažer operní pěvkyně Marie Callas.

## Život
Meneghini byl velmi schopný podnikatel, řídil rodinnou cementárnu v Benátkách.
V létě roku 1947 poprvé spatřil doposud málo známou sopranistku Marii Callas, a to druhý den po jejím příjezdu do Verony, kde měla angažmá v Giocondě Amilcara Ponchielliho ve veronské aréně. Meneghini byl uchvácen touto zpěvačkou na počátku kariéry a navrhl jí „půlroční smlouvu“. Po dobu šesti měsíců měl zajišťovat veškeré její potřeby a pomoc v budování kariéry. Vzhledem k tomu, že Callasová v té době neměla stálé angažmá ani prostředky a ani její otec ve Spojených státech nevěřil v její talent a odmítl jí půjčit peníze, lze říci, že Meneghiniho nabídka byla rozhodující pro její další úspěch.
Jejich vztah vzájemného respektu vedl v roce 1949 i přes nevoli rodiny Meneghiniových k tomu, že se o 27 let mladší řecká operní zpěvačka stala jeho manželkou. Pod záminkou pravoslavného vyznání nevěsty museli být oddání v sakristii kostela pouze za přítomnosti svědků.
Meneghini se vzdal aktivit v rodinné firmě, stal se výhradním Mariiným manažerem a následoval ji všude, kam ji přivedla kariéra. Většinu volného času v letech 1950 až 1959 žili společně v relativně harmonickém manželství v jeho vile v městečku Sirmione na jižním břehu Gardského jezera. 
Roku 1959 však došlo k náhlé změně jejich vztahu poté, co se Maria Callas zamilovala do řeckého rejdaře a miliardáře Aristotela Onassise, který ji několik měsíců předtím, coby slavnou pěvkyni, i s jejím manželem pozval na svou jachtu Christina.
Krátce nato se s Meneghinim rozvedla. Meneghini se poté s Marií Callas setkal ještě při několika dalších příležitostech, které se většinou týkaly rozvodu a dělení majetku. Osud tomu chtěl, že se Meneghini nakonec stal dědicem Marie Callas, která zemřela ve věku 53 let zdrcena svým dramatickým rozchodem s Aristotelem Onassisem.
Meneghini měl syna Angela Meneghiniho, který se stal jeho dědicem. Giovanni Battista  Meneghini zemřel na infarkt v roce 1981.